# Afronoserius
Afronoserius is een kevergeslacht uit de familie van de boktorren (Cerambycidae). De wetenschappelijke naam van het geslacht werd voor het eerst geldig gepubliceerd in 2008 door Sama.

## Soorten
Afronoserius omvat de volgende soorten:
- Afronoserius angolensis (Lepesme & Breuning, 1955)
- Afronoserius ocapamensis (Lepesme, 1953)
- Afronoserius rauschorum (Adlbauer, 2001)